# LG챔피언스파크
LG챔피언스파크(LG Champion's Park)는 대한민국 경기도 이천시 대월면 부필리에 위치한 복합체육시설이다. 과거 경기도 구리시에 위치하였으나 2014년 8월 경기도 이천시로 이전하였다. 야구장은 2014년 7월부터 LG 트윈스의 퓨처스팀 홈 구장 및 구단 전용 훈련장으로 사용 중이며, 실내 농구장은 창원 LG 세이커스의 전용 훈련장으로 사용되고 있다.

## 역사
1983년 FIFA 세계 청소년 축구 선수권 대회에서 4강 신화를 달성을 치하하기 위해 당시 대한민국 정부는 그린벨트 내 잔디 축구 연습 구장 건설을 허용하여 이 후 럭키금성스포츠에 의해 조성되었다.
1987년 10월 16일 공사가 시작되어 1988년 12월 잔디 축구장 4면을 포함한 훈련장 시설이 완공되어 프로축구 럭키금성 황소 축구단의 연습구장으로 1989년부터 사용되기 시작하였다. LG그룹이 1990년 LG 트윈스가 MBC 청룡을 인수하여 창단하였고 연습구장 중 1면이 야구 연습 구장으로 변경되면서 야구 훈련장으로서 역사가 시작되었다. 기존 축구 연습 구장은 FC 서울의 훈련장으로 2004년까지 사용되다가 LG그룹에서 GS그룹이 분사하여 FC 서울을 가져가면서 축구 연습 구장은 현재의 GS챔피언스파크로 변경되었다. 그러나 2012년 LG챔피언스파크 야구장을 원래 용도인 축구 연습 구장으로 환원하라는 의정부지방법원의 판결이 내려져 LG스포츠에서는 LG 트윈스 훈련장 이전을 추진하면서 동시에 서울특별시 송파구 방이동에 위치한 창원 LG 세이커스의 훈련장 이전도 계획하였고 2014년 경기도 이천시로 옮겨 이천 시대를 맞이했다.
LG스포츠 산하 복합체육시설로써 FC 서울과 LG투자증권 황소 씨름단의 훈련장도 존재하여 복합체육시설로 이용되었지만 팀이 분리 또는 해체되고 LG그룹에서 분리된 GS그룹 내 스포츠단을 관할하는 GS스포츠에서 축구 훈련장을 가져감에 따라 LG 트윈스의 야구 전용 훈련장으로 사용 중이었으나, 2014년 8월 22일 경기도 이천에 개장함으로써 새로운 LG스포츠 산하 복합체육시설로 탄생했다.

## 시설
경기도 구리시에 위치했던 당시 야구장에는 조명 시설이 설치되어있지 않아 야간경기 및 야간훈련이 불가능했다. 3루 측에 언덕으로 이루어진 잔디밭 관중석이 있으며 파라솔이 설치되어 있다. 또한 수동 점수판이 설치되어 있었다.
경기도 이천시에 건설된 LG챔피언스파크 내 야구장은 퓨처스리그 경기가 열리는 메인 경기장과 보조 경기장, 실내 연습장으로 구성되어 있으며 메인 야구장의 경우 천연잔디가 깔려있고 펜스 길이는 좌우 100m, 중앙 125m로 잠실야구장과 같은 규격이다. 정규 규격의 전광판이 설치되어있으며 메인 야구장에 설치된 PLS(Plasma Lighting System) 조명은 인공적인 빛 가운데 태양광과 가장 비슷하고 깜박임이 없어, 야간경기 시 선수들의 집중력을 높여준다. 이 PLS 조명이 야구장에 설치된 것은 LG챔피언스파크가 처음이다. 보조 야구장은 인조잔디가 깔려있다. 실내 야구 연습장은 가로x세로 80mx80m, 높이 26m로 대한민국 최대 규모이다. 또한 10℃ 이상을 유지하는 온열판과 자연색에 가까운 채광의 투시형 셔터를 설치, 선수들이 겨울에도 평상시와 같이 훈련할 수 있다.
실내 농구 연습장은 가로x세로 40mx70m 크기로, 코트 2면을 동시에 활용할 수 있게끔 설계되었다. 숙소동은 식당과 연회장, 다목적 재활센터, 체력단련실, 실내트랙 및 사우나가 설치되었다.

## 영문표기 논란
과거 구리 시절에는 LG Champions' Park로 표기하였으나 2014년 8월 이천으로 이전하면서 LG Champion's Park로 표기하고 있다. 그런데 영미권에서 UEFA 챔피언스리그와 같이 챔피언들의 리그, 챔피언들의 스타디움 이런 의미로는 Champions League, Champions Park, Champions Field와 같은 표기가 일반적이다. 덧붙여 국내에서도 FC 서울의 전용 훈련장인 GS챔피언스파크와 기아의 새 홈구장 광주-기아 챔피언스 필드 역시 공식 영문 명칭은 GS Champions Park, Gwangju Kia Champions Field로 's는 붙이지 않는다.

## 같이 보기
- GS챔피언스파크